# Vaðmál

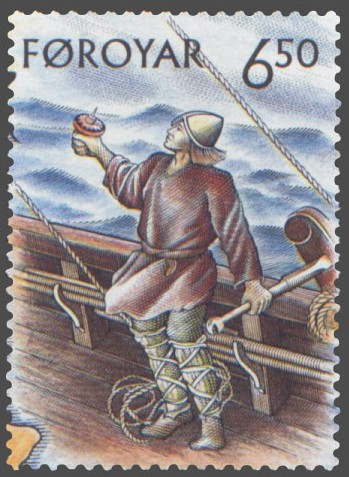
Helsman, sur un timbre des îles Féroé.

Le vaðmál est un tissu filé à la maison notamment à l'époque Viking produit à partir de la toison des moutons. Habillant à l'époque toute la population, il était utilisé pour la literie, les tapisseries, les bagages, les cadeaux pour les rois, et surtout pour les voiles des bateaux vikings.
Les femmes scandinaves inventèrent également une nouvelle forme de tissu, la fausse fourrure, tirée directement de la toison sans être traitée, et placée régulièrement dans le tissu pendant le tissage, donnant l'aspect du pelage. Cela permettait de répondre à un goût de luxe de l'époque où les hommes aimaient porter la fourrure, malgré l'absence de faune à fourrure en l'Islande.

## Etymologie
Le terme vieux norrois vaðmál associe les mots vað “vêtement” et mál “mesure”.